# District of Columbia Army National Guard
La District of Columbia Army National Guard è una componente della Riserva militare della District of Columbia National Guard, inquadrata sotto la U.S. National Guard. Il suo quartier generale è situato presso la città di Washington.

## Storia
Nel 2025, sotto l'amministrazione Trump, schiera le truppe della Guardia Nazionale nel distretto di Columbia per ragioni di sicurezza territoriale.

## Organizzazione
Attualmente, al 1 Gennaio 2018, sono attivi i seguenti reparti :

### Joint Forces Headquarters
- JFHQ, Army Element
- Medical Detachment
- Recruiting & Retention Battalion
- 33rd Civil Support Team (WMD)

### 74th Troop Command
- Headquarters & Headquarters Company
- 257th Army Band
- 104th Maintenance Company (Ordnance Support)
- 574th Transportation Company (Light-Medium Truck)
- 352nd Legal Support Organization
- Company D, 223rd Military Intelligence Battalion, California Army National Guard
- 372nd Military Police Battalion
  - Headquarters & Headquarters Detachment - Washington
  -  273rd Military Police Company (Combat Support)
  -  275th Military Police Company (Guard)
  -  276th Military Police Company (Internment/Resettlement)
  - 121st Military Police Detachment (Criminal Investigation)
- Aviation Support Facility #1 - Davison Army Airfield, Fort Belvoir, Virginia
- Company A (-), 1st Battalion, 224th Aviation Regiment (Security & Support) - Equipaggiato con 4 UH-72A
- Company D (-) (MEDEVAC), 1st Battalion, 224th Aviation Regiment (Security & Support) - Equipaggiata con 4 UH-72A
- Detachment 2, Company G (MEDEVAC), 2nd Battalion, 104th Aviation Regiment (General Support) - Equipaggiato con 6 UH-60A
- Detachment 4, Operational Support Airlift Command - Equipaggiato con 1 C-26E